# Andalién
Andalién – rzeka w Chile, w regionie Biobío, w prowincji Concepción o długości 130 km oraz średnim przepływie 10-300 m³/s. Powierzchnia dorzecza 780 km².